# S-型小行星

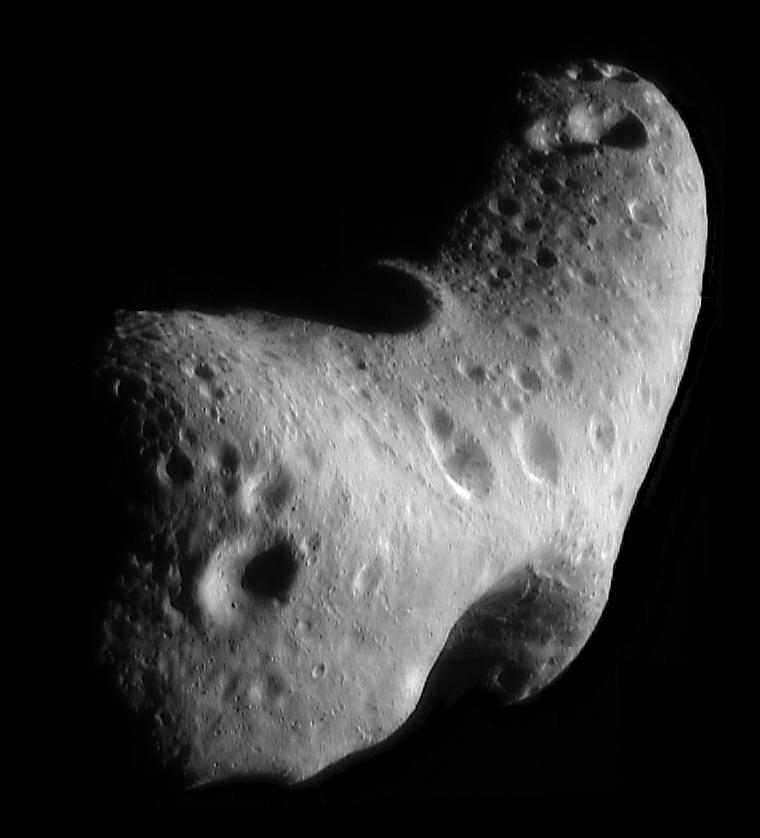
S-型小行星的一個例子：愛神星。

S-型小行星是由以矽質為主組成的，是在C-型小行星之後第二大的族群，大約有17%的小行星屬於這個族群。

## 特徵
S-型是亮度中等（反照率0.10至0.22），主要成分包括鐵、鎂和矽。它們主要分布在主帶的內側，距離約2.2天文單位，在中心區距離約3天文單位處也很常見，但在外側就很罕見了。最大的一顆是司法星（最長處的寬度大約300公里），接下來依序是婚神星、海后星、大力神星和虹神星。這些最大的S-型小行星在衝的時候，可以使用10X50的雙筒望遠鏡看見，最亮的虹神星亮度通常都比+7.0亮，除了反射異常的灶神星外，這比任何的小行星都亮。
它們的光譜在短於0.7微米處有中度的陡降，並且在1微米和2微米有中度的吸收。1微米的吸收顯示與矽酸鹽（石質礦物）有關，在以0.63微米為中心處也有較淺但寬闊的吸收。這些小行星的成分與多種石隕石類似，並且共享相似的光譜特徵。

## S-群的小行星

### SMASS分類
在SMASS 分類法，幾種常見的矽質小行星都被一起歸類在S-群之下，SMASS包括下列的類型：
- A-型
- K-型
- L-型
- Q-型
- R-型
- S-型的核心小行星有S-群最典型的光譜
- Sa、Sk、Sl、Sq、和Sr-型包含與核心之間的轉換物件，並且分別與A、K、L、Q、和R-型相關。

整個S-群的小行星光譜與碳質的C-群截然不同，並且有金屬譜線的幾乎都屬於主要X-群。

### 托連分類
在托連分類的S-型是很廣泛的一群，在SMASS的S-群中，除了A、Q和R之外，所有的類型都包含在內，此型在1微米的波長上有特別強的石質吸收譜線。